# Philipp Max
Philipp Max (Viersen, Alemania, 30 de septiembre de 1993) es un futbolista alemán que juega como defensa para el Panathinaikos F. C. de la Superliga de Grecia. Es hijo del exfutbolista Martin Max.

## Trayectoria
Se unió al F. C. Schalke 04 en 2010 procedente del Bayern de Múnich. Hizo su debut en la Bundesliga el 25 de marzo de 2014 contra el Borussia Dortmund, sustituyendo a Julian Draxler.
El 30 de abril de 2014 firmó un contrato de tres años con el Karlsruher SC.
El 4 de agosto de 2015 se unió al F. C. Augsburgo en un contrato de dos años, por una cifra de 3,6 millones de euros.
Tras cinco temporadas en el equipo, el 2 de septiembre de 2020 se marchó a los Países Bajos para jugar en el PSV Eindhoven. En dos años y medio disputó más de un centenar de encuentros antes de volver a Alemania en enero de 2023 tras ser cedido al Eintracht Fráncfort. Unos meses después fue ejercida la opción de compra que incluía la cesión y firmó hasta junio de 2026. Sin embargo, tras una única temporada completa y 42 partidos jugados durante el año y medio que estuvo, en agosto de 2024 fue traspasado al Panathinaikos F. C.

## Selección nacional
Tras haber sido internacional con Alemania en categorías inferiores, el 11 de noviembre de 2020 debutó con la selección absoluta en un amistoso ante República Checa.

### Participaciones en JJ. OO.
| Competición                             | Sede   | Resultado | Partidos | Goles |
| --------------------------------------- | ------ | --------- | -------- | ----- |
| Juegos Olímpicos de Río de Janeiro 2016 | Brasil | Plata     | 3        | 1     |

## Clubes
| Club                         | País         | Año       |
| ---------------------------- | ------------ | --------- |
| F. C. Schalke 04 II          | Alemania     | 2011-2014 |
| F. C. Schalke 04             | Alemania     | 2014      |
| Karslruher S. C.             | Alemania     | 2014-2015 |
| F. C. Augsburgo              | Alemania     | 2015-2020 |
| PSV Eindhoven                | Países Bajos | 2020-2023 |
| Eintracht Fráncfort (cedido) | Alemania     | 2023      |
| Eintracht Fráncfort          | Alemania     | 2023-2024 |
| Panathinaikos F. C.          | Grecia       | 2024-     |

## Palmarés

### Títulos nacionales
| Título                        | Club          | País         | Año  |
| ----------------------------- | ------------- | ------------ | ---- |
| Supercopa de los Países Bajos | PSV Eindhoven | Países Bajos | 2021 |
| Copa de los Países Bajos      | PSV Eindhoven | Países Bajos | 2022 |
| Supercopa de los Países Bajos | PSV Eindhoven | Países Bajos | 2022 |

### Títulos internacionales
| Título           | Club (*)              | Sede           | Año  |
| ---------------- | --------------------- | -------------- | ---- |
| Juegos Olímpicos | Selección de Alemania | Río de Janeiro | 2016 |

(*) Incluyendo la selección.